# 1-я Братунацкая лёгкая пехотная бригада
1-я Братунацкая лёгкая пехотная бригада (серб. Прва Братуначка лака пјешадијска бригада) — пехотная бригада Войска Республики Сербской, участвовавшая в Боснийской войне. Входила в состав Дринского корпуса Войска Республики Сербской.

## Состав
Численность бригады составляла 2200 человек, в её состав входили пять пехотных батальонов (от 420 до 500 человек), рота военно-полевой логистики, мобильная рота, танковый взвод (три танка), механизированный взвод (5 бронетранспортёров), смешанный артиллерийский дивизион и командование бригады (разведывательный взвод, транспортный взвод и взвод военной полиции).

## Боевой путь
Бригада сформирована 14 ноября 1992 по просьбе Дринского корпуса. Бригада выполняла во время войны множество сложных заданий: так, ей пришлось при небольшом количестве военной техники остановить 28-ю дивизию Армии Боснии и Герцеговины, которая ранее устроила серию разрушений в общине Братунац, а за 1992 год уничтожила 60 сербских деревень и 400 мирных жителей. Особенной проблемой бригады были стычки на границе с Сербией: зачастую большая часть срочных военнослужащих перебиралась в Сербию.
Бригада участвовала в операциях «Церска 93» и «Кривая 95». Один батальон бригады был переведён в состав 2-й Дринской бригады. В сентябре 1995 года бригада вошла в состав 4-й Трновской Подринской бригады.